# Souphanouvong
El príncipe Souphanouvong o Sufanuvong (en laosiano: ສຸພານຸວົງ; Luang Prabang, 13 de julio de 1909-Vientián, 9 de enero de 1995) fue un político laosiano; uno de los "Tres Príncipes" —junto con sus hermanastros, los príncipes Souvanna Phouma y Boun Oum de Champasak (que representaron respectivamente las facciones políticas comunista. y cercana a Vietnam; neutralista y monárquica de Laos)— y primer presidente de Laos desde diciembre de 1975 hasta agosto de 1991.

## Biografía
Suophanouvong fue uno de los hijos del príncipe Bounkhong, último uparat (virrey) de Luang Prabang. Al contrario de sus hermanastros los príncipes Souvanna Phouma y Phetsarath, cuyas madres eran cortesanas, su madre era una plebeya llamada Mom Kham Ouane.
Vivió en Francia, donde trabajó en los puertos de El Havre antes de obtener su licenciatura en Ingeniería, en la École Nationale des Ponts et Chaussées. Posteriormente se trasladó a Vietnam, donde encontró simpatías con las ideas socialistas de Hồ Chí Minh y se unió al movimiento independentista y anticolonialista en Indochina. Colaboró en 1950 en la fundación del movimiento guerrillero Pathet Lao, de tendencia comunista.
Inicialmente estuvo comandando la guerrilla, que rivalizó primero a las autoridades coloniales francesas, y luego de la independencia, al gobierno del Reino de Laos. En 1953, con el apoyo del Viet Minh, depone las hostilidades y conforma una alianza con los neutralistas; fue nombrado dos veces ministro en el segundo gobierno de Souvanna Phouma. Sin embargo, en 1964, tras el fallido intento de derrocamiento del príncipe Souvanna, el Pathet Lao renuncia al gobierno de unidad y reanuda la guerra civil. No sería hasta 1973 cuando el Pathet Lao firmaría la paz, a cambio de un gobierno de unidad nacional dominado por este partido.
Apodado como "el Príncipe Rojo", se convirtió en el líder del ahora llamado Partido Popular Revolucionario de Laos, y a través de un golpe de Estado que abolió la monarquía en 1975 se instauró como primer presidente de la República Democrática Popular Lao, de tendencia socialista. A pesar de su cargo, su poder era reducido ya que estaba concentrado en el cargo del primer ministro, Kaysone Phomvihane, quien era a su vez Secretario General del PPRL.
En 1986 Souphanouvong delega sus poderes por razones de salud en Phoumi Vongvichit, quien actuó como presidente en funciones hasta 1991. El nuevo presidente del partido, Kaysone Phomvihane, establece en ese año más poderes a la figura del presidente y Souphanouvong fue relevado oficialmente debido a su poder nulo en el cargo. Murió en Vientián el 9 de enero de 1995.
Fue el más talentoso de los hijos de Bounkhong, llegando a dominar ocho idiomas, incluyendo el griego clásico y el latín.

## Premios
- Medalla de Oro de la Nación (Laos, 13/7/1989).[1]